# 蒂哈查皮
蒂哈查皮（英語：Tehachapi），是美国加利福尼亚州克恩县下属的一座城市。建市于1909年8月13日，面积大约为9.87平方英里（25.6平方公里）。根据2010年美国人口普查，该市有人口14,414人。